# NGC 752
NGC 752 је расејано звездано јато у сазвежђу Андромеда које се налази на NGC листи објеката дубоког неба.
Деклинација објекта је + 37° 50' 0" а ректасцензија 1h 57m 35,0s. Привидна величина (магнитуда) објекта NGC 752 износи 5,7. NGC 752 је још познат и под ознакама OCL 363.